# Federico Sciurano
Federico Sciurano (Ushuaia, 13 de febrero de 1967) es un empresario y político argentino, perteneciente a la Unión Cívica Radical (UCR) que ejerció como intendente de Ushuaia entre 2007 y 2015. Fue también candidato a gobernador de la provincia de Tierra del Fuego, Antártida e Islas del Atlántico Sur por la coalición Unir Tierra del Fuego, resultando derrotado en segunda vuelta por Rosana Bertone.

## Trayectoria

### Primeros años y carrera
Nacido en 1967, entre 1987 y 1998 se desempeñó mayormente en el ámbito privado, con actividad en diversos emprendimientos empresariales y comerciales. En la década de 1990 fue uno de los fundadores y primer presidente del Club Atlético Las Águilas de Ushuaia.
Comenzó su carrera política como concejal de Ushuaia por la Unión Cívica Radical en 1999, siendo reelegido para dicho cargo en 2003. En 2001 fue elegido para formar parte de la Convención Constituyente que redactó la carta orgánica del municipio, que fue sancionada en marzo de 2002.

### Intendente de Ushuaia
En 2007 se presentó como candidato a intendente de Ushuaia por la UCR. Los comicios tuvieron lugar el 12 de noviembre del mismo año, y Sciurano resultó elegido con aproximadamente el 32% de los votos sobre el 17% de Liliana Fadul, del Partido Federal Fueguino. La UCR logró además dos de las siete bancas del Concejo Deliberante. Sciurano asumió el cargo el 10 de diciembre de 2007, convirtiéndose en el primer radical en acceder al cargo desde Adolfo José Cano, el primero de la democracia, en 1983. Resultaría reelecto en 2011 al recibir 10.695 votos (33.17%) derrotando nuevamente a Fadul, que recibió 8.014 (24.86%).

### Candidatura a gobernador de 2015
A finales de 2014 y 2015 la UCR llegó a un pacto con el Movimiento Popular Fueguino (MOPOF) para formar una coalición que disputará las elecciones provinciales venideras. La alianza se configuró bajo el nombre "Unir Tierra del Fuego" (UnirTDF) y recibió el apoyo externo del partido Propuesta Republicana (PRO) y más levemente del Frente Renovador (FR). Otros cuatro partidos provinciales menores: Impulso Fueguino, Juntos por Tierra del Fuego, Encuentro Solidario Independiente y Nueva Generación, adhirieron a la alianza. Sciurano fue proclamado candidato a gobernador, con la senadora mopofista Miriam Ruth Boyadjian como compañera de fórmula. En su campaña trató de desmarcarse de la creciente polarización nacional entre el kirchnerista Daniel Scioli y el opositor Mauricio Macri, declarando que "podemos gobernar bien tanto con Scioli como con Macri". Durante la mayor parte de la campaña, las encuestas predijeron un empate técnico entre Sciurano y la candidata del Frente para la Victoria (FpV), Rosana Bertone.
Las elecciones generales se realizaron el domingo 21 de junio con un contundente triunfo para el Frente para la Victoria, que logró las tres intendencias de la provincia (Ushuaia, Río Grande, Tolhuin) y la mayoría absoluta en la legislatura provincial con 8 de los 15 escaños. Unir Tierra del Fuego logró polarizar notoriamente la elección al lograr los 7 escaños restantes. En la elección gubernativa, Bertone estuvo a un punto porcentual de acceder a la gobernación en primera vuelta con el 49.02% de los votos válidos contra el 39.71% de Sciurano, pasando ambos a una segunda vuelta el 28 de junio. A pesar de la monopolización del FpV de la mayoría de los cargos electos, el balotaje entre Sciurano y Bertone fue altamente polarizado, pero de todas formas la segunda se impuso con el 51.91% contra 48.09%, ganando la gobernación por un escaso margen de 3.314 votos. Sciurano admitió la derrota ese mismo día y felicitó a su contrincante.